# 58-я армия (Япония)
58-я армия (яп. 第58軍) — воинское подразделение японской Императорской армии, действовавшее во время Второй мировой войны.
Сформирована 7 апреля 1945 года под командованием генерал-лейтенанта Сагасигэ Нагацу, подчинялась 17-му фронту. Основной задачей было противодействие вторжению Союзников на остров Чеджудо в рамках планировавшейся ими операции «Даунфол». Большая часть её солдат состояла из плохо обученных резервистов, недавно призванной молодёжи и ополчения.
После капитуляции Японии 15 августа 1945 года, армия была расформирована, так и не поучаствовав в боевых действиях.

## Состав
- 96-я пехотная дивизия
- 111-я пехотная дивизия
- 121-я пехотная дивизия
- 108-я отдельная смешанная бригада
- 109-я отдельная смешанная бригада
- армейская артиллерия и части непосредственного подчинения: